# 瓦勒德利夫尔
瓦勒德利夫尔（法語：Val de Livre，法語發音：[val də livʁ]）是法国马恩省的一个市镇，属于埃佩尔奈区。该市镇于2016年由原市镇托克西耶尔-米特里和卢瓦合并而成。

## 地名
“瓦勒德利夫尔”（Val de Livre）一名在法语中意为“利夫尔河谷”。

## 地理
瓦勒德利夫尔（49°5'31"N, 4°6'16"E）面积22.34 平方千米，位于法国大東部大區马恩省，该省份为法国东北部内陆省份，北起阿登省，西北接埃纳省，西南接塞纳-马恩省，南至奥布省，东南接上马恩省，东临默兹省。
与瓦勒德利夫尔接壤的市镇（或旧市镇、城区）包括：阿伊香槟、布济、方丹叙阿伊、马恩河畔图尔、塞尔沃城、昂博奈、马伊香槟、韦尔泽奈、吕德、韦尔济。
瓦勒德利夫尔的时区为UTC+01:00、UTC+02:00（夏令时）。

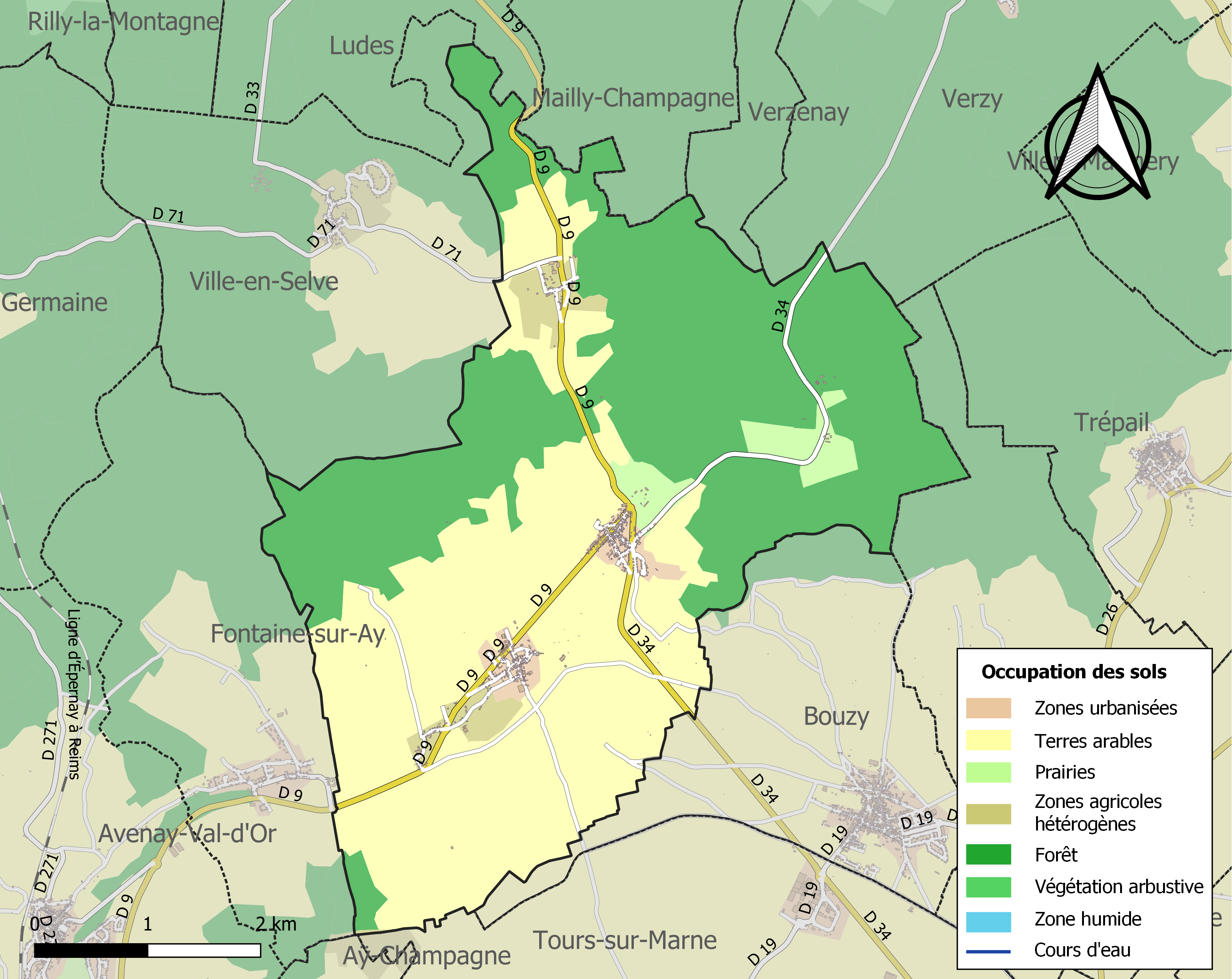
瓦勒德利夫尔的OSM定位图

## 行政
瓦勒德利夫尔的邮政编码为51150，INSEE市镇编码为51564。

## 政治
瓦勒德利夫尔所属的省级选区为埃佩尔奈第一县。

## 人口
瓦勒德利夫尔于2022年1月1日时的人口数量为591人。